# Анатомия растений
Анато́мия расте́ний, или микроморфоло́гия расте́ний, — раздел ботаники, изучающий строение растений на уровне тканей и клеток, закономерности развития и размещения тканей в отдельных органах. Гистологию растений — раздел ботаники, изучающий строение, развитие и функции растительных тканей, — обычно рассматривают как составную часть анатомии растений.

## Место анатомии растений в системе разделов ботаники
Анатомия растений входит в состав морфологии растений, рассматриваемой в широком смысле (морфология в узком смысле занимается изучением строения и формообразования растений на макроскопическом (главным образом на организменном) уровне.
Анатомия растений тесно связана с физиологией растений — разделом ботаники, изучающим закономерности жизненных процессов, протекающих в растительных организмах.
Исследования строения растительных клеток со временем выделились в самостоятельный раздел ботаники — цитологию растений.
Первоначально анатомия растений совпадала с морфологией растений — описанием физических форм и внешней структуры растений, но с середины XX века исследования в анатомии растений рассматриваются как отдельная область, связанная с изучением прежде всего внутренней, микроскопической структуры.

## История науки
Ещё около 300 г. до н. э. «отец ботаники» Теофраст разработал концепцию морфологии и классификации растений.
Анатомия растений развивалась вместе с усовершенствованием микроскопической техники. Основоположники анатомии растений — итальянский учёный Марчелло Мальпиги (1628—1694) и английский учёный Неемия Грю (1641—1712): они независимо друг от друга (соответственно в 1675—1679, и в 1682 годах) опубликовали труды, в которых были описаны результаты макроскопического изучения ими растительных тканей. В течение следующих двух с половиной веков анатомия растений развивалась слабо; новые важные результаты в области изучения растительных тканей были получены в начале XIX века, когда в 1812 году немецкий учёный Иоганн Якоб Мольденгавер показал, что растительные ткани построены из клеток.
|                                                                            |  |
| Основоположники анатомии растений — Марчелло Мальпиги (слева) и Неемия Грю |  |

## Прикладное значение
Данные анатомии растений широко используют в систематике и растениеводстве.